# Предпринимательское право в России
Российское предпринимательское право является комплексной отраслью права, объединяющей нормы как гражданского, так и административного права

## История развития науки предпринимательского права

#### Развитие предпринимательского права в дореволюционный период
Истоки науки Хозяйственного и Предпринимательского права берут своё начало в трудах виднейших российских учёных-юристов XVIII — начала XIX в.в., связавших свою жизнь и творчество с Московским университетом. 
К. Д. Ушинский, окончивший юридический факультет Московского университета, в своих работах (середина XIX века) впервые в правовой науке обосновывал необходимость выделения из Гражданского права в качестве самостоятельной правовой отрасли Хозяйственного права. Следует также учитывать, что проблемы правового регулирования предпринимательства в Российской Империи исследовались учёными в сферах гражданского, торгового, финансового, земельного права, что свидетельствовало о комплексной природе науки и отрасли предпринимательского права. 
В 1876 году профессор Н. О. Нерсесов в целях специального изучения проблем правового регулирования предпринимательской деятельности основывает в Московском университете кафедру торгового права и впервые в университете приступает к чтению лекций по торговому праву, а позднее (в 1896 г.) опубликовывает книгу «Торговое право». 
Заметный вклад в формирование идей предпринимательского права внёс  И. И. Янжул, в конце XIX — начале XX в. профессор Московского университета, получивший образование в сфере права, экономики и финансов в Москве, Лондоне, Лейпциге и Дрездене, в своих трудах особое внимание уделял вопросам правового регулирования предпринимательства в Российской Империи и, прежде всего, в сфере производственной деятельности (конец XIX — начало XX в.), а также ставил вопрос о неразрывном сочетании частно-правовых и публично-правовых начал в регулировании предпринимательских (торговых, промышленных, земельных и т. п.) отношений. 
Следует отметить, что научные идеи Предпринимательского права также получили своё развитие в работах других величайших учёных, жизнь и творчество которых не связаны с Московским университетом, но о которых необходимо упомянуть: П. П. Цитовича («Учение о предпринимательской прибыли" (Киев, 1889); «Очерки по теории торгового права» (СПб., 1902);   Г. Ф. Шершеневича («Курс торгового права» (М., 1908), а также А. И. Каминки («Акционерные компании. Юридическое исследование» (СПб. 1902); «Предпринимательские союзы (очерки картельного права») (СПб., 1909);   «Основы предпринимательского права» (Петроград, 1917).

#### Формирование современной концепции предпринимательского права
Современная концепция предпринимательского права как отрасли права, отрасли законодательства, науки и учебной дисциплины исходит из того, что рынок в классическом понимании и государственно-регулируемый и социально-ориентированный рынок в современных условиях (а именно в этом состоит задача формирования рыночной экономики) — это не одно и то же. Сторонники концепции утверждают, что помимо частной существует и будет существовать предпринимательская деятельность в государственном секторе экономики. Однако дело не только в наличии особой формы предпринимательской деятельности — государственного предпринимательства, требующего особого правового регулирования, выходящего за традиционные рамки частного права. 
В современных условиях сформировалась специфическая форма взаимосвязи государства и рынка, при котором регулирование предпринимательской деятельности методами частного права (традиционно, следовательно, в рамках гражданского права) попросту невозможно. Представления о том, что такого рода отношения можно урегулировать в рамках традиционного частного (гражданского) права, в законодательной практике приведут неизбежно к одному из двух последствий: к включению в гражданский кодекс чуждых ему элементов государственного, публичноправового характера либо к идее регулирования государственного предпринимательства на внерыночной основе.
Отсюда можно сделать вывод о том, что поскольку гражданское право, равно как и торговое именно в качестве частного, органически не приемлет институт рыночно-государственной экономики, государственно-регулируемого и социально-ориентированного рынка, то, следовательно, объективно возникает потребность возникновении Предпринимательского права.

## Предпринимательское право как отрасль права
Предпринимательское право сегодня является неотъемлемой частью системы российского права как права рыночной экономики. Однако понимание предпринимательского права как самостоятельной комплексной интегрированной отрасли российского права, а тем более с тенденцией его перерастания в основную отрасль права не всегда разделялось всеми правоведами. Вопрос о единстве и дифференциации правового регулирования имущественных отношений являлся дискуссионным в советское время. Основные споры велись между представителями хозяйственно-правовой и цивилистической концепций. Суть первой заключалась в регулировании единой отраслью хозяйственного права отношений по регулированию хозяйственной деятельности (отношений по горизонтали между юридически равноправными субъектами) и отношений по руководству этой деятельностью. Сторонники цивилистического подхода отстаивали точку зрения, согласно которой хозяйственные отношения не могут регулироваться единой самостоятельной отраслью права, а должны регулироваться разными отраслями права (гражданским, административным, финансовым и др.).
Наиболее последовательно точка зрения, согласно которой предпринимательское право не может обособляться в специальную отрасль права, отстаивается в работах Е. А. Суханова. В то же время он признаёт «обособление соответствующего законодательного массива, а также выделение учебной дисциплины, посвящённой изучению правового регулирования предпринимательской деятельности, которые имеют комплексный характер, охватывая как частноправовые, так и публично-правовые конструкции».
Сторонники концепции предпринимательского права исходят из того, что законодательство в сфере предпринимательства, экономики не может быть только частным или только публичным. Соответствующие сферы жизнедеятельности общества в силу своей специфики не предполагают возможность формирования исключительно частного или публичного законодательства. К тому же разграничение права на отрасли и обоснование их самостоятельности — немаловажный вопрос для правовой науки и преподавания права. Но это проблема больше внутриправовая, важная для самих учёных-юристов. Для общества в целом главным являются полнота и эффективность правового регулирования предпринимательства в РФ.
Концепция предпринимательского права как комплексной отрасли права уже много лет разрабатывается в РФ и в зарубежных странах (концепция «бизнес-права» или business law).
С этих позиций не утрачивают сделанные более 60 лет назад выводы В. К. Райхера о том, что комплексные отрасли права должны соответствовать трём условиям:
1. Совокупность правовых норм должна соответствовать определённому, специфическому кругу общественных отношений, то есть иметь предметное единство.
2. Регулируемый такой совокупностью специфический круг отношений должен обладать крупной общественной значимостью
3. Образующий такую совокупность нормативно-правовой материал должен обладать обширным объёмом[4].

Наиболее последовательно позиция о самостоятельности предпринимательского права как отрасли права отстаивается в работах В. В. Лаптева, В. К. Мамутова, В. С. Мартемьянова, хотя имеются определённые различия неконцептуального характера. Так, В. С. Мартемьянов определял предпринимательское право как отрасль права, составляющую «совокупность норм, регулирующих предпринимательские отношения и тесно связанные с ними иные, в том числе некоммерческие отношения, а также отношения по государственному регулированию экономики в целях обеспечения интересов государства и общества».
Специфика предпринимательского права, а также предпринимательского законодательства находит выражение в сочетании, взаимодействии частно-правовых и публично-правовых интересов, частно-правовых и публично-правовых средств. Следует отметить, что сегодня трудно отнести ту или иную отрасль права только к частному или только к публичному праву. Происходит сближение частно-правовых и публично-правовых сфер регулирования, что выражается, в частности, в значительном повышении роли суда в разрешении возникающих в сфере предпринимательства споров при применении публично-правовых средств.
Таким образом, наиболее обоснованной и адекватно отражающей реалии сегодняшнего этапа развития системы российского права представляется точка зрения, согласно которой предпринимательское право — самостоятельная интегрированная отрасль российского права, имеющая тенденцию перерастания в основную отрасль.